# Pyridin-Alkaloide

Pyridin, Grundkörper der Pyridin-Alkaloide

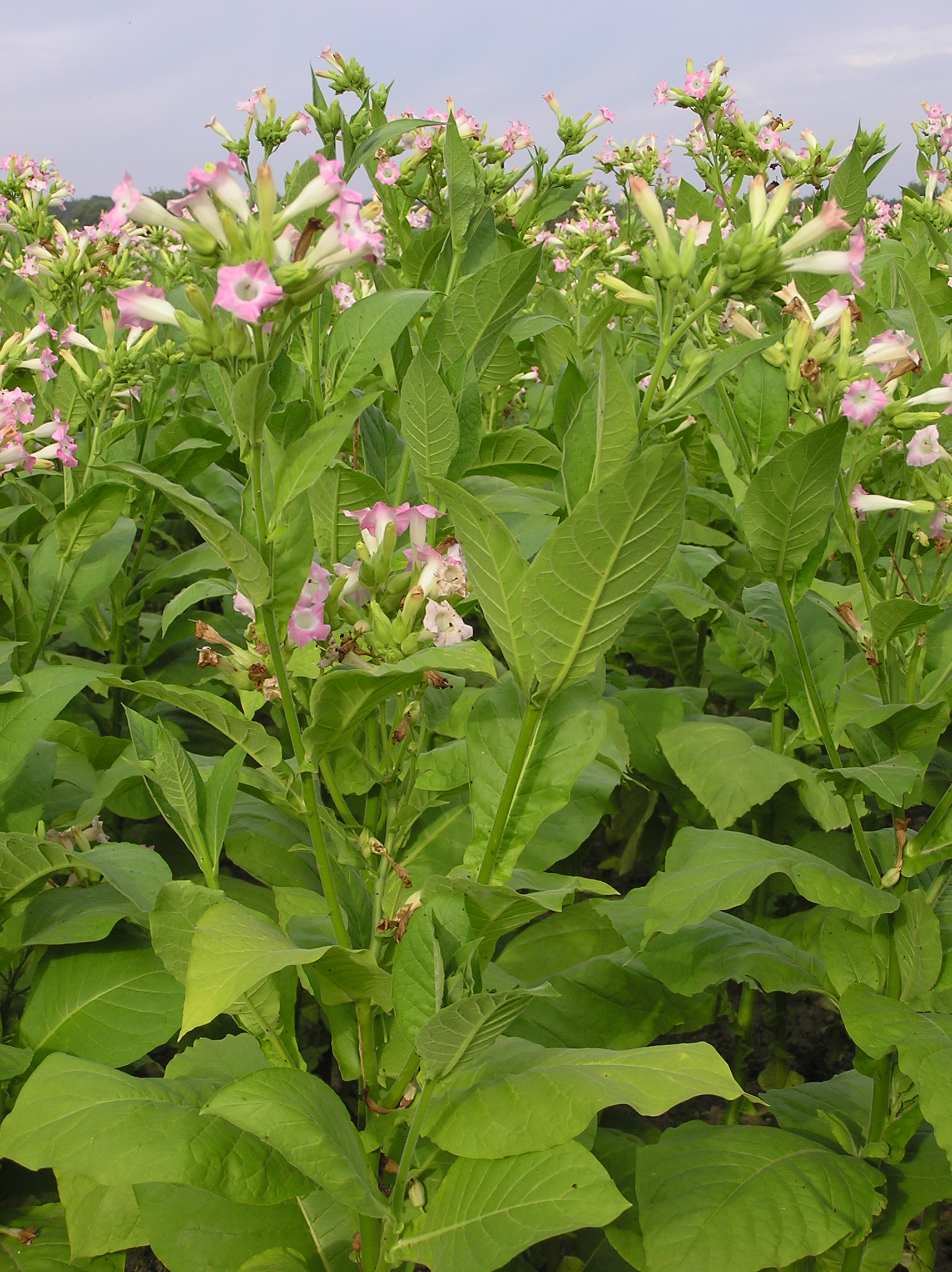
Virginischer Tabak (Nicotiana tabacum)

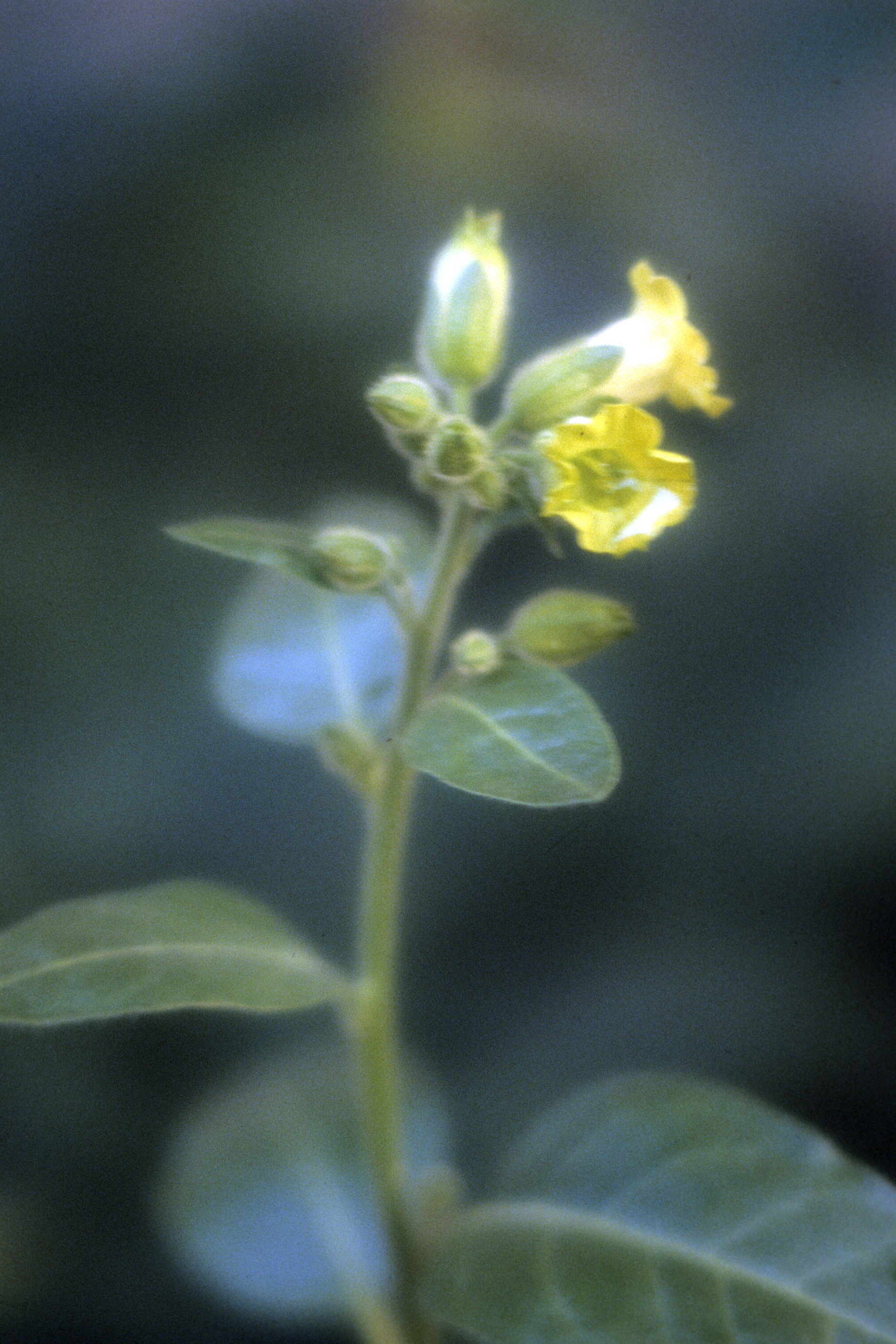
Bauern-Tabak (Nicotiana rustica)

Pyridin-Alkaloide sind Naturstoffe, die sich chemisch vom Pyridin ableiten. Die wichtigsten Vertreter der Pyridin-Alkaloide sind in der Tabakpflanze enthalten und werden daher auch als Tabak-Alkaloide bezeichnet.

## Vorkommen
Pyridin-Alkaloide kommen in dem Virginischen Tabak sowie im Bauern-Tabak vor.

## Vertreter

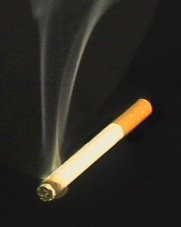
Eine glühende Zigarette

Hauptalkaloid des Virginischen Tabaks sowie des Bauern-Tabaks ist Nicotin. Weitere Vertreter sind Nornicotin, Anabasin und Anatabin. In anderen Nicotiana-Arten können statt Nicotin auch Anabasin oder Nornicotin überwiegen. Die Alkaloide Myosmin und Cotinin entstehen u. a. beim Rauchen des Tabaks. Der Gehalt an Tabak-Alkaloiden im Tabakrauchkondensat beträgt 6–8 %.
Weitere Vertreter der Pyridin-Alkaloid-Gruppe sind die Areca-Alkaloide im Betel und das Ricinin im Ricinusöl.

(–)-Nicotin
(–)-Nornicotin
(–)-Anabasin
(–)-Anatabin
Myosmin
Cotinin

## Eigenschaften und Verwendung
(–)-Nicotin wirkt anregend auf das Nervensystem und blutdrucksteigernd. Des Weiteren wird es zur Raucherentwöhnung in Form von Nicotinpflastern verwendet. Die letale Dosis für einen Menschen liegt bei 1 mg/kg Körpergewicht. In großen Mengen wird es aus Tabakabfällen gewonnen und dient wie Anabasin der Schädlingsbekämpfung.
Die Tabak-Alkaloide, insbesondere Nicotin und Cotinin, werden in E-Zigaretten als Inhaltsstoff eingesetzt.

## Geschichte
Als Tabakbrühe wurden Alkaloide dieser Gruppe schon Mitte des 19. Jahrhunderts gegen Pflanzenschädlinge verwendet. Dies war der Beginn des chemischen Pflanzenschutzes. Aufgrund der hohen Toxizität der Tabak-Alkaloide wurde diese Art der Schädlingsbekämpfung wieder verworfen. Lediglich bei Kleingärtnern und im privaten Bereich findet die „Tabakbrühe“ noch Verwendung. Die Erforschung der toxischen Wirkung führte zur Entwicklung von Neonicotinoiden, einer stark wirkenden Klasse von Insektenbekämpfungsmitteln.